# Pseudobaeomyces
Pseudobaeomyces — рід грибів родини Icmadophilaceae. Назва вперше опублікована 1940 року.